# Edward Ruscha
Edward Joseph Ruscha (Omaha, Nebraska, SAD, 16. prosinca, 1937.) američki je slikar, fotograf i dizajner.

## Život i djelo
Ruscha je rođen u obitelji europskih doseljenika. Njegova majka je prepoznala i poduprla sinovljeva likovna nagnuća, te on studira na California Instite of Arts u Los Angelesu gdje je 1960. i diplomirao.
Nakon što se zaposlio kao grafički dizajner, Ruscha se sve više bavi slikarstvom, uglavnom slikajući logo znakove tvrtki koje i danas slove za simbole Kalifornije. Tako nastaje platno 20th Century Fox s reflektorima, na kojem je Ruscha jednostavno prikazao trenutak iz špice koja se nalazila, te se i danas neznatno izmijenjena nalazi na početku svih filmova ove filmske kuće.
Intrigirajući se gotovo jedino kalifornijskim temama, Ruscha uskoro postaje najznačajnijim umjetnikom kalifornijske škole pop arta.
Sredinom šezdesetih Ruscha još više reducira svoj ionako jednostavan izraz, te započinje rad na seriji platana na kojima prikazuje obično samo jednu riječ, izvedenu zanimljivim tipom slova ili efektnim grafičkim dizajnom. Tako nastaju platna Noise, Spam,  Pencil, Cheap Westren i dr. Nekako u isto vrijeme (1965. – 1969.) Ruscha dizajnira glasoviti magazin Artforum, koristeći se pseudonimom Eddie Russia, pa navedena tematika njegovih slika iz istog perioda svakako ne iznenađuje. O načinu na koji izabire riječ koju će naslikati, Ruscha je jednom kazao da o tome ne razmišlja mnogo, već da ga riječi i fraze same nalaze, te da ih on potom slika. Mnogi kritičari smatraju da ta i takva Ruschina platna, premda se u prvi mah mogu doimati enigmatično, zapravo oslikavaju plitkost i iskorijenjenost života u Kaliforniji.
Sličnoj tematici Ruscha je posvetio i nekoliko svojih foto knjiga, od kojih je zacijelo najpoznatija Every Building on the Sunset Strip, koja je istodobno i značajno djelo konceptualne umjetnosti. Ta gotovo osam metara duga knjiga na razvlačenje („harmonika“) sadrži upravo ono što njezin naziv kaže: fotografije svake zgrade na Sunset Stripu u Los Angelesu. Fotografije su poredane uz gornji i donji rub knjige, dok se u sredini nalazi bijela neotisnuta površina papira koja asocira ne cestu koja prolazi među kućama. Sve su zgrade međutim fotografirane u nedjelju rano u jutro, kada nije bilo prolaznika, pa na slikama nema ljudskih figura, čime se Ruscha približava Oldenburgu, a donekle i Segalu, čije radove u većoj ili manjoj mjeri također karakterizira dehumaniziranost, bliska općem „coolness“ idiomu pop arta. Ovakvim načinom redanja fotografija Ruscha svoju foto dokumentaciju nerijetko banalnog i/ili neukusnog graditeljstva u doba pop arta pretvara u svojevrsni strip, možda najtipičniji od svih pop medija. S obzirom na to da je ta knjiga doživjela dobru recepciju, Ruscha je koncem šezdesetih izdao još nekoliko sličnih knjiga: A Few Palm Trees, Thirty-Four Parking Lots in Los Angeles i Twenty-Six Gasoline Stations, koja po mišljenju autora ovih redaka vjerojatno predstavlja refleksiju na znamenitu Hiroshigeovu seriju drvoreza "Pedeset i tri postaje Tokaida". Tu se još više približio suštini popa, jer su fotografije koje su reproducirane u njima snimljene kamerom za jednokratnu upotrebu, predmetom u kojem se susreću najvažniji pop ideali: prolaznost, dosjetljivost, jeftinoća i konzumerizam.